# Specchio (KenKode e Rancore)
Specchio è un singolo del disc jockey KenKode e del rapper italiano Rancore, pubblicato il 15 dicembre 2017.

## Tracce
1. Specchio – 4:19